# Biosphère de l'Entlebuch
Pour les articles homonymes, voir Biosphère (homonymie) et Entlebuch (homonymie).
La biosphère de l'Entlebuch est une aire protégée de Suisse.

## Géographie
Située dans le canton de Lucerne au cœur de la vallée homonyme, elle s'étend sur 395 km2 et huit communes. Comprenant 27 % des terrains marécageux du pays, elle contient près de 300 espèces différentes de champignons.

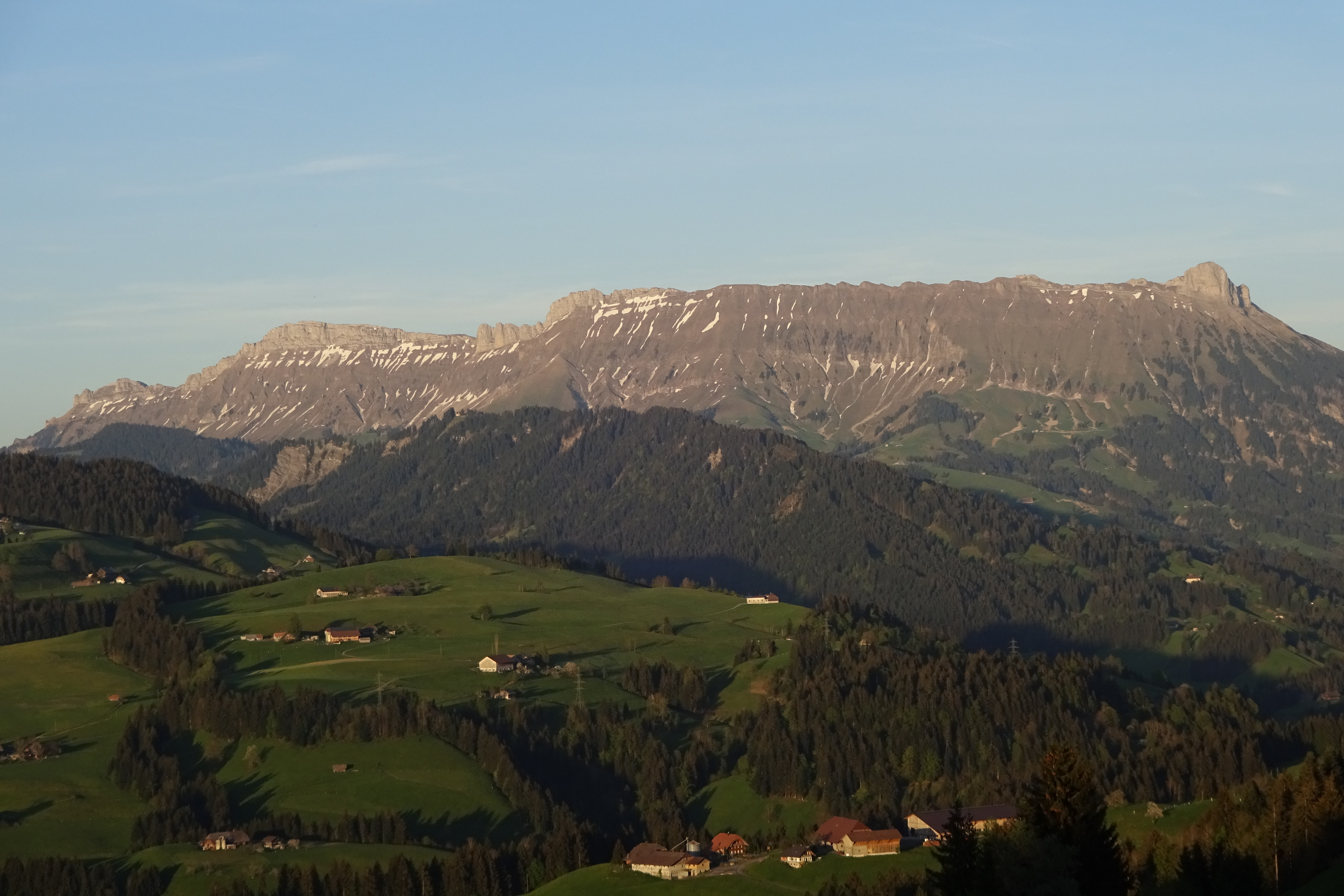
Schrattenfluh : Strick, Hächlen, Hengst & Schybengütsch vus du nord-ouest

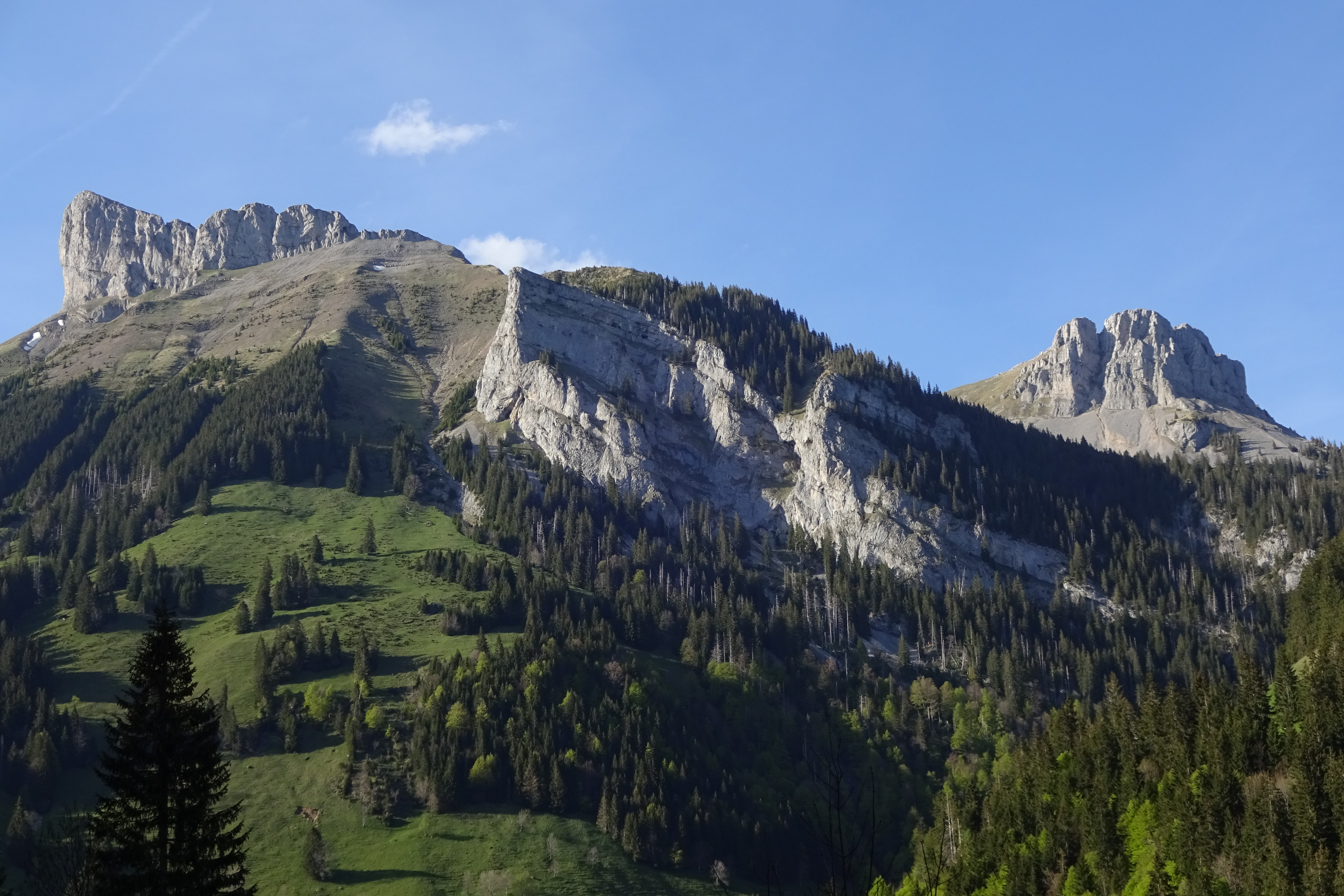
Schrattenfluh : Schybengütsch, Achs & Böli vus du sud

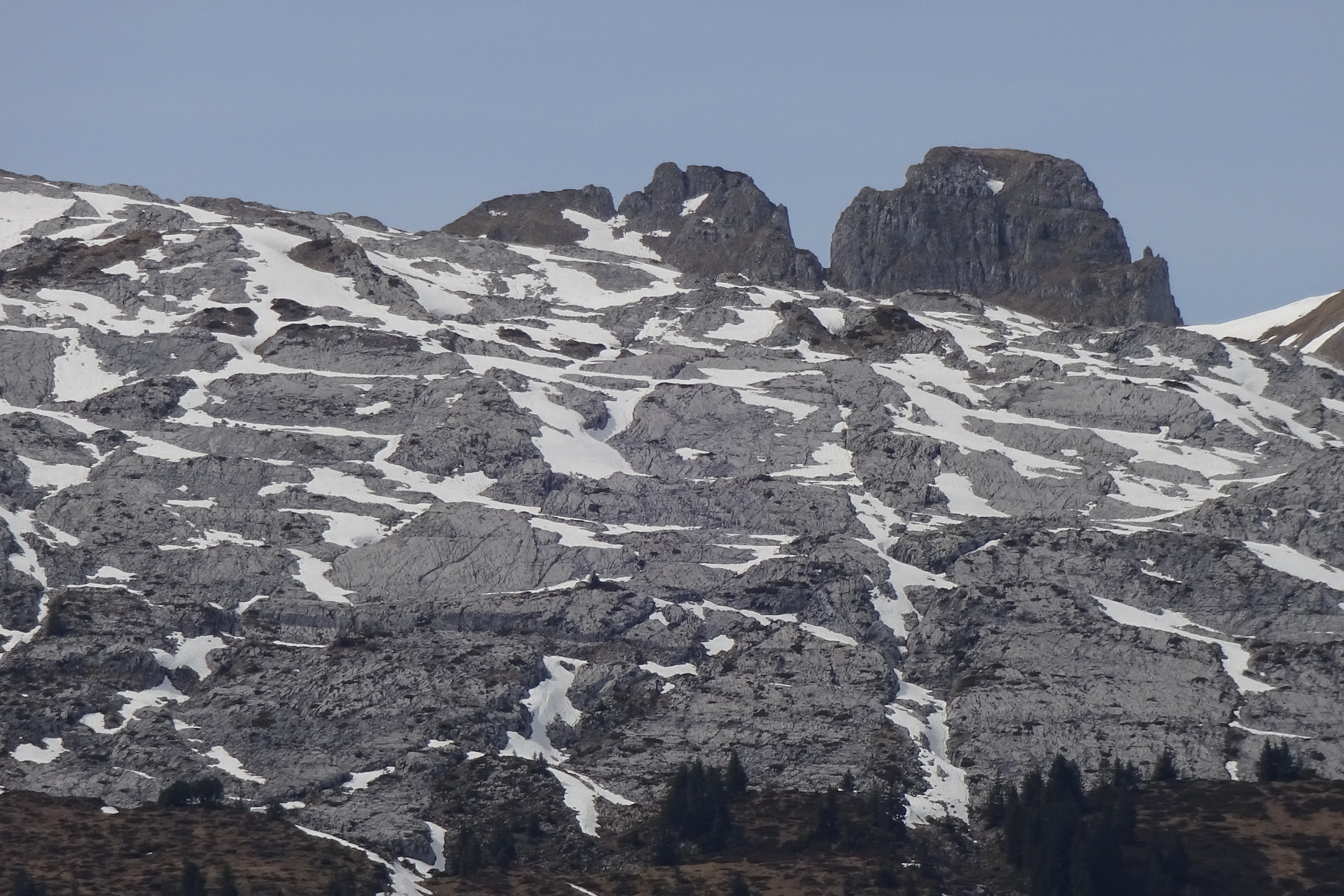
Schrattenfluh (Hengst) versant sud-est : lapiaz

## Nomination
Le 25 mai 2002, la région a été officiellement reconnue par l'UNESCO comme seconde réserve de biosphère du pays après le parc national suisse. En 2008, elle obtient le label de « parc naturel régional » l'une des trois catégories de parc d'importance nationale en Suisse attribué par l'Office fédéral de l'environnement.